# 大嶋宏成
大嶋 宏成（おおしま ひろなり、1975年1月7日 - ）は、日本の元プロボクサー、実業家。元日本ライト級1位。現役デビュー当初は、元祖入れ墨ボクサーとして、多くのマスコミに取り上げられた。2000年2月21日、日本ライト級タイトルマッチリック吉村戦では、後楽園ホールの最多入場者数を記録した。

## 来歴
茨城県結城市出身。身長180cm。結城市立結城中学校出身。
輪島功一ジムに所属し、1997年7月21日にプロデビュー。1998年にはライト級全日本新人王となった。
2000年2月21日、日本ライト級王者リック吉村に挑戦し、0-3の判定負けで王座獲得ならず。キャリア初黒星となった。この試合は後楽園ホールの入場者数レコードを記録し、テレビ東京系ゴールデン枠では異例の特番も組まれた。この頃、トレーナーで師と仰いでいたシャイアン山本が独立してジムを開業するにともない、輪島ジムから移籍する。
2001年12月10日、OPBF東洋太平洋スーパーライト級王者佐竹政一に挑戦し、12回KO負けで王座獲得ならず。2005年8月4日、日本スーパーライト級王者木村登勇に挑戦し、4回TKO負けで王座獲得ならず。この試合を最後に、網膜剥離を理由に引退した。2006年9月、引退式を地元結城市の鹿窪体育館で行っている。
2012年7月21日、居酒屋「いきや」開業。2018年、上井草ボックスフィットGYM会長〜2020年）。また2023年12月12日には立ち食いそば・うどん「とらや」（立ち飲み「さくら」）オープン。その傍ら、俳優業やYouTube チャンネル「大嶋宏成のごっつぁんすTV」などの活動も行っている。ポール&アイバーソン合同会社所属。
2024年3月、女優の吉田美佳子と結婚した。

## 出演

### TV
- 『これがキャイ〜ンだ！？』（1998年）- 出演
- ターニングポイント（1999年）- 第1回ドリーマーとしてゲスト出演
- GET SPORTS （1998年-2001年）- 出演
- 未来者（1998年）- 出演
- フジテレビ739（2000年）- ゲスト出演
- ニュースステーション（2001年）- 出演
- SRS #225「2001年注目の男達」（2001年）- 出演
- ジャンクSPORTS（2001年、2002年）- 出演
- ガチンコ!（2002年） - ガチンコファイトクラブV[1]
- 山本寛斎スーパー元気プロジェクト（2003年）- 出演 グランプリ受賞
- NHKBSディベートアワー「少年犯罪とどう向き合うか」（2003年10月）- 出演

### ドラマ
- 怨み屋本舗（2006年）- ヤクザ役
- SPEC〜警視庁公安部公安第五課 未詳事件特別対策係事件簿〜（2010年）- パンチ刑事役
- 釣り刑事（2010年）- 1話ゲスト 郷田役
- ボーイズ·オン·ザラン（2012年）- あつや役
- トカゲの女（2014年）- ヤクザ役
- 機動警察パトレイバー（2015年）- 刑事役

### 舞台
- きら星の磁力 出会い〜Ready to walk〜（2010年）- 主役

### 映画
- くれないの盃（2008年、辻裕介監督）- 若頭役
- 蘇の血（2009年、豊田利晃監督）- 大王の手下役
- 書の道（2009年、川野浩司監督）- ボクシングジムの会長役
- 激アツ!パチンカー銀次郎（2010年、石川二朗監督）- 準主役　竜二役
- アメイジンググレイス（2010年、川野浩司監督）- 安藤憂吾役

- タナトス（2011年、城定秀夫監督） - トレーナー 千島 役
- モンスターズクラブ（2012年、豊田利晃監督）- 刑事役
- JUDGEMENT（2012 年、辻岡正人監督）- 準主役
- クローズEXPLODE（2014年、豊田利晃監督）
- ヒットマン明日への銃声（2014年、辻裕之監督）- 関西連合山下組組長 山下守役
- パーフェクトレボリューション（2017年、松本准平監督）- 出演
- 泣き虫しょったんの奇跡（2018年、豊田利晃監督）- 出演
- セフレの品格 決意（2023年、城定秀夫監督）- ボクシングジムの会長役[7]

### PV
- 平井堅「LIFE is... ～another story～」（2003年）

## 関連DVD
- 『BORDER アフター・ザ・ゴング 〜刺青ボクサー大嶋宏成 ラストチャンス〜』（大嶋宏成、藤田慎一）